# Vingt-quatre préludes de Scriabine
Pour les articles homonymes, voir Vingt-quatre Préludes.
Les vingt-quatre préludes, opus 11, forment un recueil de préludes pour piano du compositeur et pianiste russe Alexandre Scriabine. Composé entre 1888 et 1896, c'est un hommage à Chopin et à ses célèbres Vingt-quatre  Préludes.

## Analyse de l'œuvre

### Préludeop.11no1 en Do majeur:Vivace
Un prélude sur des quintolets en mode pentatonique. Écrit en 1895.

### Préludeop.11no2 en La mineur:Allegretto
Un prélude sur un rythme de valse. Écrit en 1895.

### Préludeop.11no3 en Sol majeur:Vivo
Ce prélude est léger et rapide. Écrit en 1895.

### Préludeop.11no4 en Mi mineur:Lento
Une page douloureuse sur un phrasé de violoncelle. Écrit en 1888.

### Préludeop.11no5 en Ré majeur:Andante cantabile
Une calme rêverie. Écrit en 1896.

### Préludeop.11no6 en Si mineur:Allegro
En octaves avec des imitations main-gauche main-droite. Écrit en 1889.

### Préludeop.11no7 en La majeur:Allegro assai
Un prélude avec des déplacements d'octaves et d'accords à la main gauche. Écrit en 1895.

### Préludeop.11no8 en Fa dièse majeur:Allegro agitato
Un prélude avec des arpèges à la main gauche et des traits rapides à la main droite. Écrit en 1896.

### Préludeop.11no9 en Mi majeur:Andantino
Tout en demi-teintes entre tonalité majeure et sa relative mineure. Écrit en 1895.

### Préludeop.11no10 en Do dièse mineur:Andante
Un prélude au climat de tendresse sur des harmonies profondes. Écrit en 1894.

### Préludeop.11no11 en Si majeur:Allegro assai
Ce prélude écrit en 1895 requiert la virtuosité de la main gauche.

### Préludeop.11no12 en Sol dièse mineur:Andante
Une arabesque sur des accords de septième. Écrit en 1895.

### Préludeop.11no13 en Sol bémol majeur:Lento
Ce prélude écrit en 1895 est un véritable nocturne.

### Préludeop.11no14 en Mi bémol mineur:Presto
Ce prélude tumultueux semblable au bouillonnement d'un torrent en Suisse a été écrit en 1895.

### Préludeop.11no15 en Ré bémol majeur:Lento
Écrit en 1895, ce prélude déploie chant désincarné et surréel sur des tierces et sixtes à la main gauche.

### Préludeop.11no16 en Si bémol mineur:Misterioso
On trouve dans ce prélude des alternances de mesures à 5/8 et 4/8. Il fut écrit en 1895.

### Préludeop.11no17 en La bémol majeur:Allegretto
Le style de ce prélude écrit en 1895 est tout en aphorisme.

### Préludeop.11no18 en Fa mineur:Allegro agitato
Une course furieuse et angoissée sur des octaves. Écrite en 1895.

### Préludeop.11no19 en Mi bémol majeur:Affetuoso
Une page d'un ferme lyrisme écrit en 1895.

### Préludeop.11no20 en Do mineur:Appassionato
Un prélude dramatique et passionné. Écrit en 1895.

### Préludeop.11no21 en Si bémol majeur:Andante
Avec des alternances de mesures à 3/4, 5/4, 6/4. Écrit en 1895.

### Préludeop.11no22 en Sol mineur:Lento
Un prélude sombre et pessimiste écrit en 1896.

### Préludeop.11no23 en Fa majeur:Vivo
Fluidité de l'eau, proche du 23e prélude de Chopin ; écrit en 1895.

### Préludeop.11no24 en Ré mineur:Presto
Un impérieux martèlement d'accords à la main droite permet de reconnaître ce prélude écrit en 1895.

## Discographie sélective
- Préludes, Sonate pour piano nº 4 de Scriabine par Andrei Gavrilov, EMI
- Alexander Melnikov : Prélude Op. 11 n°4 ; Sonate-Fantaisie (n°2) Op. 19 ; Deux Poèmes Op. 32 ; Fantaisie Op. 28 ; Feuille D'album Op. 45 n° 1 ; Deux Morceaux Op.57 ; Sonate n°3 Op. 23 ; Cinq Préludes Op. 74 ; Ironies Op. 56 n°2 ; Sonate n°9 Op. 68 "Messe Noire" ; Mazurka Op. 24 n°3.
- Le pianiste Sviatoslav Richter a joué une sélection des préludes op. 11, les numéros 2, 3, 5, 9, 10, 11, 12, 15, 16, 17, 18 et 24.

## Source
François-René Tranchefort (dir.), Guide de la musique de piano et de clavecin, Paris, Fayard, coll. « Les indispensables de la musique », 1987, 870 p. (ISBN 978-2213016399, BNF 34978617), p. 770